# Aguirre
Aguirre — седьмой альбом немецкой группы краут-рока Popol Vuh, впервые изданный в 1975 году.
Альбом содержит композиции «Aguirre I» и «Aguirre II», использованные в фильме немецкого режиссёра Вернера Херцога «Агирре, гнев божий» (1972). Это был первый опыт многолетнего плодотворного сотрудничества группы и Херцога.
Песни «Morgengruß II» и «Agnus Dei» являются альтернативными версиями одноимённых композиций группы с альбома Einsjäger und Siebenjäger.

## Характеристика
На Aguirre собраны записи 1972-74 годов, воплощающие характерные черты звучания Popol Vuh начала 1970-х годов. Это аскетические текстуры аналогового синтезатора, которые стали источником вдохновения для последующих музыкантов стиля эмбиент, и акустическая, этнически окрашенная музыка прото-нью-эйджа.
Музыка альбома атмосферическая, неземная, слегка космическая, но не взмывающая ввысь и немного бесцельная. С другой стороны, утверждается, что Aguirre — это абсолютный шедевр электронно-космического жанра и медитативной, небесной музыки. Ни одна запись популярной музыки не может сравниться с этой классикой с точки зрения выражения красоты.
Наиболее памятный материал здесь проистекает из саундтрека к фильму «Агирре, гнев божий», рассказывающему о трагической испанской экспедиции в поисках Эльдорадо в XVI веке. Мощь легендарного начального эпизода в фильме Херцога (захватывающие съёмки конкистадоров, спускающихся по горной тропе, ничтожных по сравнению с красотой природы, которая в итоге поглотит их) обеспечивается не только выдающейся постановочной работой, но и музыкой Popol Vuh. Центральная тема фильма сливает пульсирование муга и неземные голоса, извлекаемые Фрике из родственного меллотрону «хорового органа» ради достижения чего-то возвышенного. Трудно не испытать внушающую благоговение всеобъемлющую красоту и одновременно тревогу. Синтезаторный хор на заглавном треке просто невероятный, это определённо трансцендентальная музыка, спустившаяся с небес. Этот музыкальный мотив возникает в двух слегка разных версиях: на «Aguirre I» он звучат в исполнении этнических духовых инструментов из Анд, а на «Aguirre II» — как воздушная гитарная мелодия Даниеля Фихелшера.
Остальные треки представляют фирменный парящий и сказочный психоделический фолк группы. Космическая отрешенность уступает место более земной направленности, но с не менее завораживающими результатами. Построенный вокруг акустической гитары и перкуссии (и мимолётного вокала Джонг Юн) 15-минутный триптих «Vergegenwärtigung» размывает границы Востока и Запада и впитывает веяния ранней музыки. По сравнению с In den Gärten Pharaos или Hosianna Mantra, Aguirre не выглядит столь целостным и выдающимся альбомом, но это не означает, что он не содержит выдающейся музыки.

## Список композиций
Все песни написаны Флорианом Фрике, кроме трека 2, сочинённого Даниелем Фихелшером.
1. «Aguirre I» 7:22
2. «Morgengruß II» 2:55
3. «Aguirre II» 6:15
4. «Agnus Dei» 3:03
5. «Vergegenwärtigung» 16:51
Бонус-трек на переиздании 2004 года
6. «Aguirre III» 7:16

## Состав исполнителей
Флориан Фрике — фортепиано (трек 4), синтезатор муга, хоровой орган (треки 1,3,5 и 6),
Даниель Фихелшер — электрогитара (треки 2,3 и 4), акустическая гитара (треки 2,3 и 4), барабаны (трек 4)
Джонг Юн — вокал
Роберт Элиску — гобой (трек 4), свирель (трек 1), флейта (трек 4)
Холгер Трюлш (в титрах не указан) — африканская и турецкая перкуссия (трек 6)
Конни Вайт (в титрах не указан) — электрогитара (треки 1 и 3)